# إيرن فريدرسدورف
ارنفردينزدورف (بالألمانية: Ehrenfriedersdorf) هي بلدة ألمانية تقع في ألمانيا في ساكسونيا.  يقدر عدد سكانها بـ 5,238 نسمة .

## أعلام
- زنكر